# P. K. Rosy
P.K. Rosy (10 février 1903 - 1988) est une actrice indienne du cinéma malayalam. Elle est la première actrice à jouer dans ce cinéma. Elle apparaît notamment dans le film Vigathakumaran de J. C. Daniel, film pour lequel elle est ciblée par une foule en colère à cause de sa caste.

## Biographie
Elle naît sous le nom Rajamma, le 10 février 1903 à Nandankode Trivandrum dans une famille chrétienne  Pulaya (en) (l'une des plus basses castes au sens jati ). Le père de Rosy, Poulose, est le cuisinier du missionnaire étranger Parker de l'église LMS. Son père décède alors qu'elle est encore jeune, laissant sa famille dans la pauvreté. Elle fréquente régulièrement l'école locale des arts du spectacle et y étudie le Kakkarissi Natakam,.
À propos de l'origine de son nom « Rosy », beaucoup affirment que sa famille changea son nom de Rajama à Rosamma lors de leur conversion au christianisme,,,. Rosy et son mari ne révèlent son passé à personne. Leurs enfants, bien qu'ayant connaissance de certains détails, vivent désormais en tant que Nairs (la caste de leur père).

### Débuts
La passion de Rosy pour la comédie surpasse les inquiétudes et les convenances des éléments conservateurs de la société dans laquelle elle grandit, où les femmes avaient l'interdiction de performer au cinéma et ou elles étaient jouées par de jeunes garçons.
En 1928, elle interprète Kakkirasi, des chansons de récolte et des chansons folkloriques formées au sein de l'association d'artistes appelée Cheramar Kalavedi, elle rencontre un certain succès et une popularité qui devient un terrain d'entraînement pour pénétrer dans le domaine de l'art.

### Carrière et difficultés

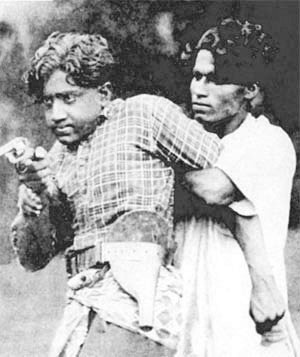
Poster du film Vigathakumaran.

La troupe de théâtre Kakkarasi et la troupe de théâtre Rajah Party Drama se disputent les services de Rosamma. Cette compétition rehausse la valeur de star de l'actrice. C'est ainsi qu'elle devient l'héroïne du film muet de JC Daniel après que l'actrice initialement choisie se soit révélée inadaptée pour le rôle. Elle interprète le personnage de Sarojini, une femme Nair, dans le film. La production du film commence en 1928. Le 23 octobre 1930 lorsque Vigathukumaran sort dans les théâtres, les membres de la communauté Nair sont furieux de voir une femme Dalit incarner une Nair. De nombreux membres éminents de l'industrie cinématographique de l'époque refusent de venir inaugurer l'ouverture de Vigathakumaran si Rosy s'y trouve physiquement présente, y compris le célèbre avocat Madhoor Govindan Pillai. À la suite d'une scène où le personnage principal embrasse une fleur dans ses cheveux, le public jette des pierres sur l'écran. Le réalisateur, Daniel, ne l'invite lui-même pas à l'ouverture au Capitol Theatre de Thiruvananthapuram, craignant des représailles, mais Rosy y assiste malgré tout, mais tout de même contrainte de regarder une deuxième projection par ceux qui boycottent l'événement. Le public se transforme en une foule en colère qui détruit l'écran et endommage le théâtre. Finalement, Rosy doit s'enfuir.

## Héritage
L'histoire du film a été redécouverte pour la première fois à la fin des années 1960 par Chelangatt Gopalakrishnan, tandis qu'en 1971, Kunnukuzhi a publié son premier article à son sujet.
En 2013, Kamal a réalisé un biopic sur Daniel. Le film est partiellement basé sur le roman Nashta Naayika de Vinu Abraham et traite également de la vie de Rosy. La nouvelle venue Chandni Geetha l'incarne. Deux autres films sur sa vie ont également été réalisés : The Lost Child et Ithu Rosiyude Katha (Ceci est l'histoire de Rosy). Women in Cinema Collective (WCC), qui s'efforce d'améliorer les conditions de travail des femmes dans l'industrie cinématographique, a lancé une société cinématographique en hommage à P. K. Rosy. La fondation P. K. Rosy dédiée à sa mémoire a été inaugurée par le ministre du Cinéma, Thiruvanchoor Radhakrishnan, au Press Club.
Le 10 février 2023, Google a rendu hommage à Rosy avec un doodle, à l'occasion de son 120e anniversaire.